# UAE Team Emirates XRG
UAE Team Emirates XRG (código UCI: UAD) es un equipo ciclista profesional de los Emiratos Árabes Unidos de categoría UCI WorldTeam (máxima categoría de equipos ciclistas). Participa del UCI WorldTour así como de algunas carreras del Circuito Continental principalmente las del UCI Europe Tour.

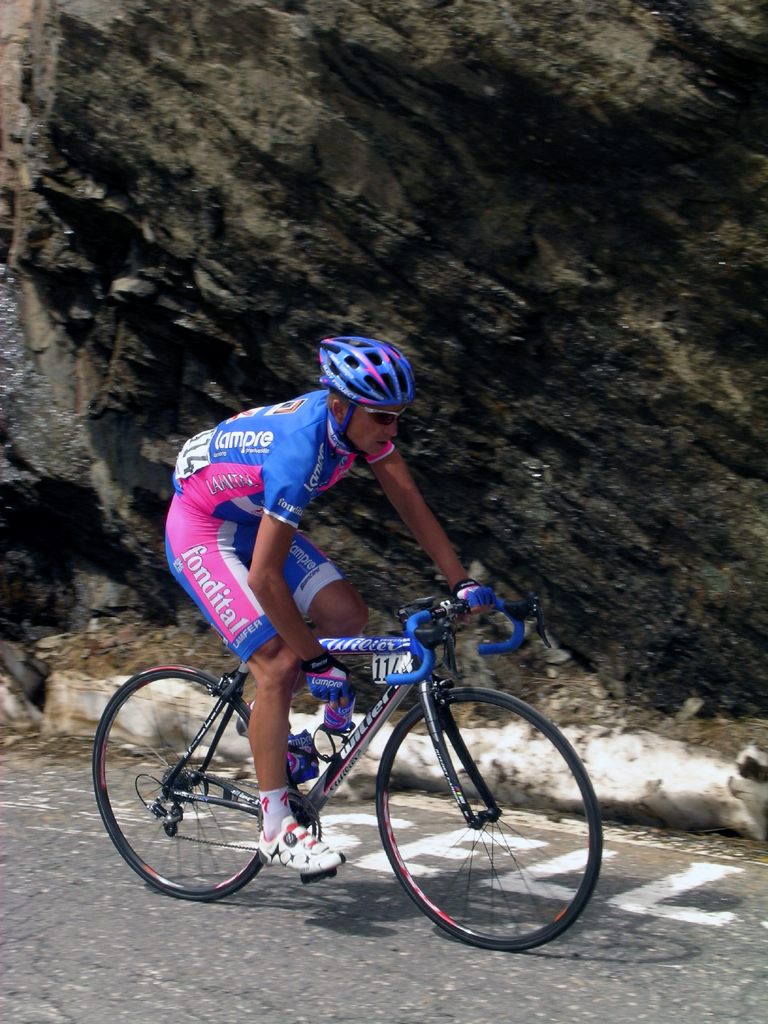
Yevgueni Petrov portando el maillot del Lampre durante el Giro 2006.

A partir del año 2017 el equipo pasa a llamarse UAE Abu Dhabi después de asegurar el respaldo de Abu Dabi para asegurar los fondos suficientes para tener el equipo en la máxima categoría. Durante meses previos, el equipo se había enfrentado a un futuro incierto después de que la compañía china TJ Sport se retiró de un acuerdo de patrocinio, lo que significa que la licencia WorldTour del equipo fue catalogado como "en revisión" cuando la UCI emitió licencias a otros equipos en noviembre. Sin embargo, el futuro del equipo ahora ha sido asegurado por un patrocinador desde Abu Dabi, logrando el aval de la UCI con una licencia de nivel superior UCI ProTeam para 2017 (posteriormente logró el WorldTeam). Eso significa un cambio de nombre a Emiratos Árabes Unidos Abu Dhabi, bajo país de registro en los Emiratos Árabes Unidos.

## Historia del equipo

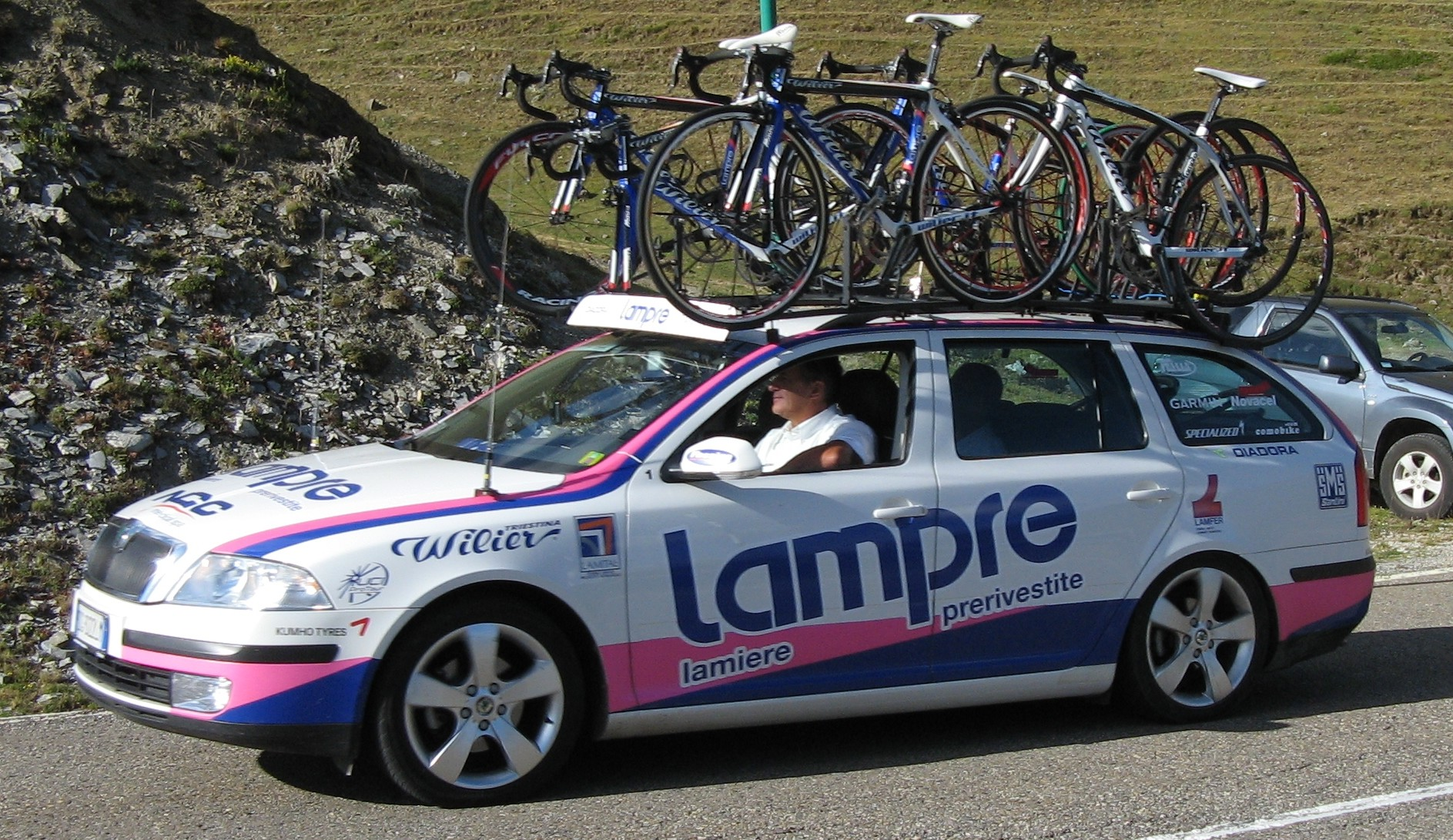
Coche del equipo.

### Primeros años
El equipo se fundó en 1990 bajo el patrocinador «Diana». «Colnago» toma el relevo a Diana en 1991, y finalmente «Lampre» desde 1993. Ha tenido varios copatrocinadores durante este tiempo, como Daikin o Fondital.
Durante los años 1997 y 1998 el equipo desapareció temporalmente con lo que a causa de ese parón deja de ser el equipo profesional más longevo.
Con la desaparición del Saeco a finales de 2004, el equipo recibió a buena parte de dicha formación para su estreno en el UCI ProTour en 2005. Así, recalaron en el equipo Damiano Cunego y Gilberto Simoni, entre otros.

### 2007
En 2007 logró un total de 31 victorias. Alessandro Ballan ganó en primavera el Tour de Flandes, una clásica considerada como uno de los cinco monumentos del ciclismo. En el Giro de Italia el equipo logró dos victorias de etapas, a lograr una cada uno Daniele Bennati y Marzio Bruseghin.
En el Tour de Francia Bennati logró dos victorias de etapa. Poco después Ballan ganó la Vattenfall Cyclassics de Hamburgo.
En la Vuelta a España, Bennati completó una gran temporada logrando tres victorias de etapa, logrando así victorias en las tres grandes vueltas.
La temporada concluyó con la victoria de Damiano Cunego en el Giro de Lombardía, imponiéndose por segunda vez en su carrera en la clásica de las hojas muertas, también monumento del ciclismo y considerada como la última gran carrera de la temporada.

### 2008
En 2008, el equipo tuvo un inicio de año convulso, debido a un control antidopaje del CONI realizado por sorpresa en la noche del 28 de enero, cuando el equipo estaba realizando su concentración de pretemporada habitual en San Vincenzo, una localidad costera de la Toscana italiana. Tras una jornada de entrenamiento de 215 km, siete ciclistas decidieron a última hora salir a cenar a un restaurante (lo cual podía implicar sanciones al no haberse notificado su paradero con anterioridad), volviendo a las 23:00 al hotel de concentración. Finalmente todos los ciclistas del equipo solicitados pasaron el control antidopaje, que se prolongó hasta las 03:30 de la madrugada. El control resultó controvertido debido a que se realizó fuera del horario reconocido por la AMA (de 7:00 a 22:00); mientras que la AMA considera que realizar controles fuera de esas horas en pretemporada no aporta ventaja alguna para detectar dopaje, el fiscal antidopaje del CONI Ettore Torri opinaba que sí. Alessandro Ballan pidió acudir a la sede del CONI para aclarar lo sucedido. Patxi Vila denunció que los inspectores no se habrían identificado, lo cual incumplía la normativa, y los ciclistas recibieron el apoyo de la Asociación de Ciclistas Profesionales Italianos (ACCPI). Vila dio positivo por testosterona en un control antidopaje realizado poco después, el 3 de marzo.
En primavera Damiano Cunego ganó una etapa de la Vuelta al País Vasco, y dos días después de dicho triunfo (al día siguiente de que terminara la ronda vasca) ganó la Klasika Primavera, al imponerse al sprint a Alejandro Valverde. Cunego completó su buena primera parte de la temporada ganando la prestigiosa clásica Amstel Gold Race, la primera de las tres clásicas de las Ardenas.
Marzio Bruseghin fue 3.º en la clasificación general del Giro de Italia, por lo que subió al podio de Milán, en una ronda italiana en la que también ganó una etapa. Cunego, puntal del Lampre, había renunciado a correr ese año el Giro para poder preparar mejor el Tour de Francia, aunque obtuvo unos resultados discretos en la prueba francesa.
En la Vuelta a España, Ballan ganó la etapa con final en el alto de La Rabassa. Cunego, por su parte, no pudo estar entre los favoritos de la general.
En el Mundial disputado en Varese, Ballan se proclamó Campeón del Mundo de ciclismo en Ruta, conquistando la medalla de oro y el maillot Arco-Iris, vistiendo los colores de la selección italiana; Cunego fue segundo, logrando así un histórico doblete para Italia, y también para el Lampre, equipo en el que militan ambos.
Damiano Cunego ganó en octubre el Giro de Lombardía, la última de las grandes carreras de la temporada ciclista, obteniendo así una victoria más para su equipo y ganando dicha clásica por tercera vez. Cunego finalizó segundo en la clasificación del UCI ProTour de ese año.

### 2010: Problemas extradeportivos

#### Problemas económicos
Tras problemas para concretar su licencia UCI ProTour a comienzos del año, por algunos asuntos en los avales del equipo, la UCI otorgó una licencia provisional hasta el 31 de marzo de 2010, fecha en que se revisaría la situación del equipo de nuevo, y se tomaría una decisión. Finalmente, la UCI concedió a Lampre-Farnese la licencia Pro Tour definitiva el 1 de abril de 2010.

#### Investigación por dopaje a algunos corredores
Tras una investigación abierta por la policía italiana en marzo de 2010 contra el dopaje en Italia, se registraron los domicilios de Alessandro Petacchi y Lorenzo Bernucci, encontrándose "limpio" el del primero, y hallando algunas sustancias en el del segundo, que alegó que eran utilizados por su hermana. Bernucci fue apartado del equipo, mientras se continuaba con la investigación. e encontraban algunos corredores del equipo actual, y otros que habían dejado el Lampre este año, como Ballan o Santambrogio, ambos en el BMC Racing Team. Los dos corredores fueron apartados del equipo inicialmente, a la espera de la investigación, pero debido a la falta de pruebas, ambos corredores volvieron a la actividad normal en su equipo, al igual que las sospechas sobre los corredores actualmente en el Lampre-Farnese parecen ir diluyéndose.

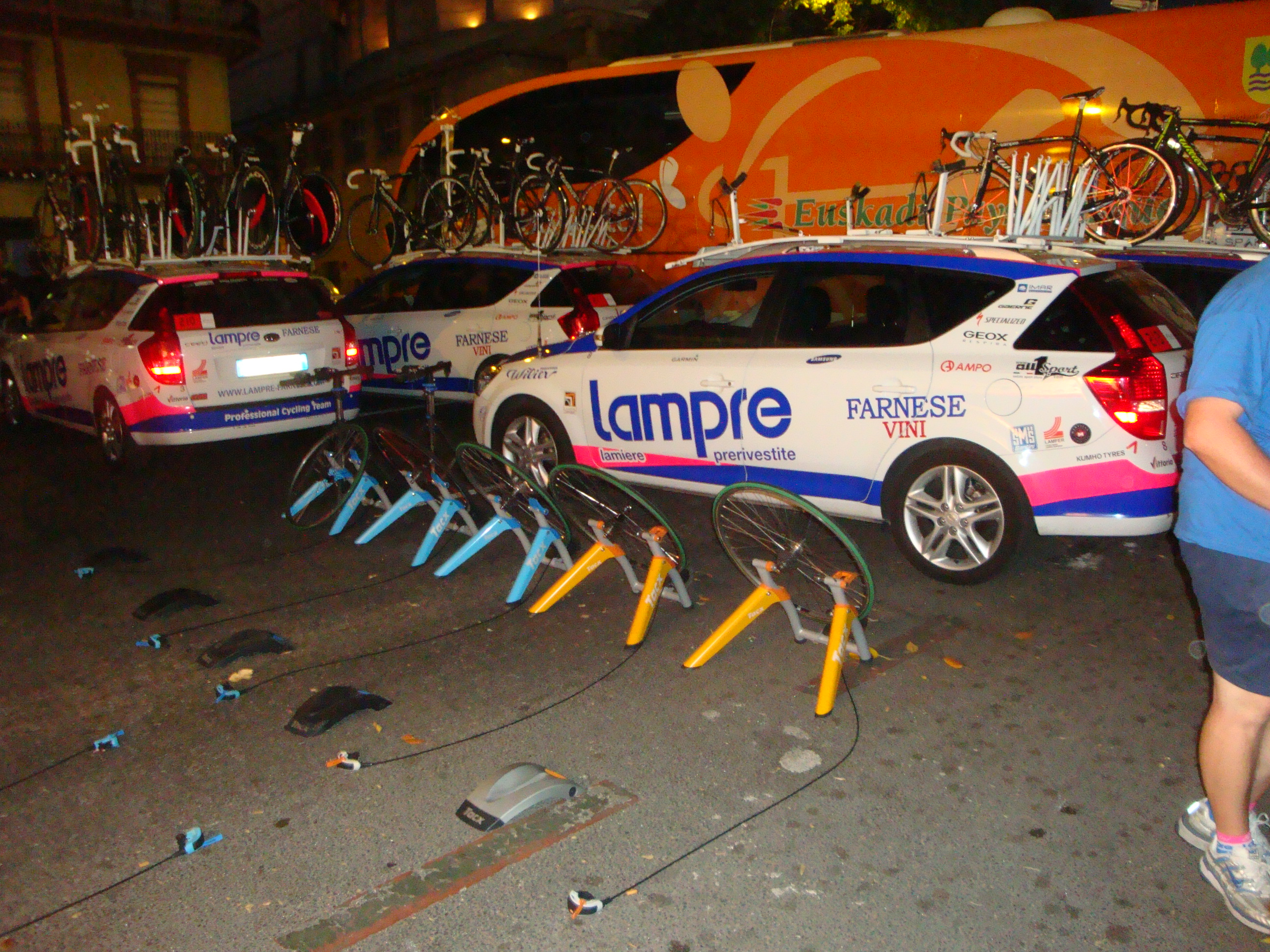
Vehículos de servicio en la Vuelta a España 2010.

#### Victorias en el Tour, Vuelta y pruebas UCI ProTour
Lampre obtuvo victorias de etapa tanto en el Tour de Francia como en la Vuelta a España. Dos en la ronda francesa, obtenidas por Alessandro Petacchi además del maillot verde (clasificación por puntos) y una etapa en la ronda española conquistada por Petacchi también. Además Damiano Cunego firmó un segundo puesto de etapa en el Giro de Italia y un tercer puesto de etapa en el Tour.
Además, lograron varios triunfos en carreras UCI ProTour, como una etapa en la Vuelta al País Vasco, obtenida por Gavazzi, una etapa y la clasificación general del Tour de Romandía, tras la descalificación de Valverde lograda por el joven Simon Špilak, en Dauphiné Libéré con Grega Bole, en la Vuelta a Suiza con Petacchi, o en el Tour de Polonia con Lorenzetto.

### 2011
Ese año entró como segundo patrocinador la empresa ucraniana ISD con lo que entraron numerosos ciclistas de ese país (al igual que pasó con el ISD-Neri). Además, uno de sus copatrocinadores, AMPO, que ya "ayudó" para que se gestase el fichaje de Andréi Kashechkin la pasada temporada, exigió el fichaje de Aitor Pérez Arrieta.

### 2012
Tras un excelente papel en el Giro de Italia 2011 por parte de Michele Scarponi, en el que consiguió ser 2.º por detrás de Alberto Contador y posteriormente tras la desclasificación de este, siendo declarado ganador, el equipo iniciaba el 2012 con el objetivo de ganar el Giro, tras un buen papel de Alessandro Petacchi en Tour Down Under, donde hizo 2.º y 3.º en varias etapas. En la Settimana Coppi e Bartali, la joven perla del equipo, Diego Ulissi hizo un "doblete" ganando la 3.ª y la 4.ª etapas, además Damiano Cunego ganó la 2.ª etapa del Giro del Trentino, y en mayo, se iba a estrenar Alessandro Petacchi, ganando la 1.ª y la 3.ª etapas de la Vuelta a Baviera.

### 2014
Sus principales corredores en 2014 son, como el año pasado, Damiano Cunego ganador de un Giro de Italia, y los nuevos corredores para esta temporada, el campeón del mundo en ruta de 2013, el portugués Rui Costa y el estadounidense Chris Horner, ganador de la Vuelta a España 2013.

### 2016
El patrocinador principal hasta el año 2016 fue la empresa Lampre, dedicada a la industria del acero, que dio el nombre al equipo desde su creación. A lo largo de la historia el nombre completo de la escuadra ha ido cambiando en función de los copatrocinadores, siendo las últimas temporadas la empresa metalúrgica ucraniana ISD. Desde 2013 hasta 2016 el copatrocinador fue el fabricante de bicicletas Merida de Taiwán, llamándose el equipo Lampre-Merida.

### 2017-2025
Después de lograr el patrocinio de Arabia Saudí, lograron asegurar su presencia y comenzaron con resultados promedios hasta la llegada en 2019 de Tadej Pogačar, en la que comenzaron a hacer muy buenos resultados como 3 tours de Francia, 1 giro y un podio en la vuelta.
También, durante dos temporadas seguidas, fueron consagrados como el mejor equipo ciclista del mundo.

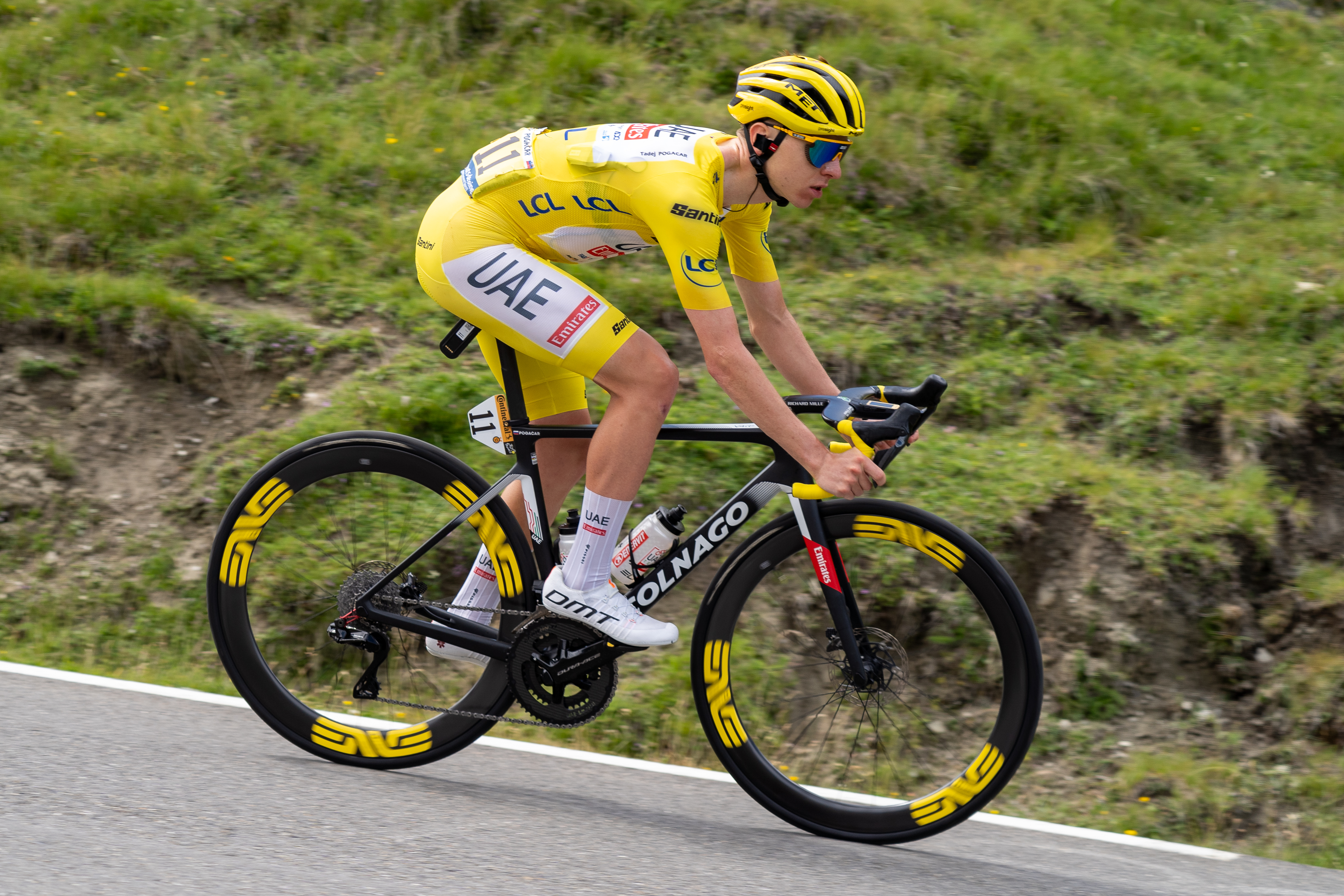
Tadej Pogačar portando el maillot amarillo en el Tour de Francia 2024.

## Corredor mejor clasificado en las Grandes Vueltas
| Año  | Giro de Italia              | Tour de Francia             | Vuelta a España             |
| ---- | --------------------------- | --------------------------- | --------------------------- |
| 1990 | 20.º Zenon Jaskuła          | -                           | -                           |
| 1991 | 16.º Gianluca Bortolami     | -                           | -                           |
| 1992 | 7.º Pável Tonkov            | -                           | -                           |
| 1993 | 5.º Pável Tonkov            | 73.º Gianluca Bortolami     | 46.º Zbigniew Spruch        |
| 1994 | 4.º Pável Tonkov            | 6.º Roberto Conti           | -                           |
| 1995 | 6.º Pável Tonkov            | 81.º Davide Perona          | -                           |
| 1996 | 1.º Pável Tonkov            | 36.º Oscar Camenzind        | -                           |
| 1997 | No es un equipo profesional | No es un equipo profesional | No es un equipo profesional |
| 1998 | No es un equipo profesional | No es un equipo profesional | No es un equipo profesional |
| 1999 | 11.º Oscar Camenzind        | 50.º Mariano Piccoli        | 22.º Massimo Codol          |
| 2000 | 3.º Gilberto Simoni         | -                           | 22.º Oscar Camenzind        |
| 2001 | 1.º Gilberto Simoni         | 52.º Marco Pinotti          | 36.º Gilberto Simoni        |
| 2002 | 4.º Juanma Gárate           | 3.º Raimondas Rumsas        | 31.º Simone Bertoletti      |
| 2003 | 6.º Raimondas Rumsas        | -                           | 52.º Patxi Vila             |
| 2004 | 7.º Wladimir Belli          | -                           | 23.º Juanma Gárate          |
| 2005 | 2.º Gilberto Simoni         | 13.º Eddy Mazzoleni         | 23.º Sylwester Szmyd        |
| 2006 | 4.º Damiano Cunego          | 11.º Damiano Cunego         | 14.º Sylwester Szmyd        |
| 2007 | 5.º Damiano Cunego          | 18.º Tadej Valjavec         | 25.º Sylwester Szmyd        |
| 2008 | 3.º Marzio Bruseghin        | 25.º Sylwester Szmyd        | 10.º Marzio Bruseghin       |
| 2009 | 7.º Marzio Bruseghin        | 51.º David Loosli           | 8.º Paolo Tiralongo         |
| 2010 | 11.º Damiano Cunego         | 27.º Damiano Cunego         | 16.º Andréi Kashechkin      |
| 2011 | 1.º Michele Scarponi        | 6.º Damiano Cunego          | 54.º Przemysław Niemiec     |
| 2012 | 4.º Michele Scarponi        | 24.º Michele Scarponi       | 15.º Przemysław Niemiec     |
| 2013 | 4.º Michele Scarponi        | 21.º José Serpa             | 15.º Michele Scarponi       |
| 2014 | 19.º Damiano Cunego         | 17.º Chris Horner           | 26.º Przemysław Niemiec     |
| 2015 | 40.º Przemysław Niemiec     | 30.º Rubén Plaza            | 21.º Nélson Oliveira        |
| 2016 | 21.º Diego Ulissi           | 8.º Louis Meintjes          | 40.º Louis Meintjes         |
| 2017 | 11.º Jan Polanc             | 8.º Louis Meintjes          | 12.º Louis Meintjes         |
| 2018 | 24.º Valerio Conti          | 8.º Daniel Martin           | 23.º Fabio Aru              |
| 2019 | 14.º Jan Polanc             | 14.º Fabio Aru              | 3.º Tadej Pogačar           |
| 2020 | 15.° Brandon McNulty        | 1.º Tadej Pogačar           | 7.° David de la Cruz        |
| 2021 | 15.° Davide Formolo         | 1.º Tadej Pogačar           | 7.º David de la Cruz        |
| 2022 | 36.° Davide Formolo         | 2.º Tadej Pogačar           | 3.º Juan Ayuso              |
| 2023 | 3.º João Almeida            | 2.º Tadej Pogačar           | 4.º Juan Ayuso              |
| 2024 | 1.º Tadej Pogačar           | 1.º Tadej Pogačar           | 9.º Pavel Sivakov           |
| 2025 | 2.º Isaac Del Toro          | 1.º Tadej Pogačar           | Bandera de ?                |

## Equipación
En construcción.
| Lampre NGC (2009) | Lampre Farnese Vini (2010) | Lampre ISD (2011-12) | Lampre Merida (2013) | Lampre Merida (2014-16) |

| UAE Team Emirates (2017-18) | UAE Team Emirates (2019-20) | UAE Team Emirates (2021-22) | UAE Team Emirates (2023) | UAE Team Emirates (2024) |

## Material ciclista
El equipo utiliza bicicletas Colnago.

## Sede
La sede del equipo se encuentra en Usmate Velate (Provincia de Monza y Brianza, Italia).

## Clasificaciones UCI
La Unión Ciclista Internacional elaboraba el Ranking UCI de clasificación de los ciclistas y equipos profesionales.
Hasta el año 1996, fecha de su desaparicióm temporal, la clasificación del equipo y de su ciclista más destacado fue la siguiente:
| Año  | Clasificación por equipos | Mejor corredor en la clasificación individual | Posición |
| 1990 | ??                        | ??                                            | ??       |
| 1991 | ??                        | ??                                            | ??       |
| 1992 | ??                        | ??                                            | ??       |
| 1993 | ??                        | ??                                            | ??       |
| 1994 | ??                        | ??                                            | ??       |
| 1995 | 7.º                       | Maurizio Fondriest                            | 13.º     |
| 1996 | 9.º                       | Pavel Tonkov                                  | 24.º     |

A partir de 1999, fecha en la que el equipo reapareció, y hasta 2004 la UCI estableció una clasificación por equipos divididos en tres categorías (primera, segunda y tercera). La clasificación del equipo fue la siguiente:
| Año  | Categoría | Clasificación por equipos | Mejor corredor en la clasificación individual | Posición |
| 1999 | Primera   | 17.º                      | Oscar Camenzind                               | 13.º     |
| 2000 | Primera   | 4.º                       | Gilberto Simoni                               | 12.º     |
| 2001 | Primera   | 17.º                      | Gilberto Simoni                               | 5.º      |
| 2002 | Primera   | 18.º                      | Raimondas Rumsas                              | 40.º     |
| 2003 | Primera   | 18.º                      | Francesco Casagrande                          | 13.º     |
| 2004 | Primera   | 19.º                      | Igor Astarloa                                 | 62.º     |

A partir de 2005 la UCI instauró el circuito profesional de máxima categoría, el UCI ProTour, donde el equipo está desde que se creó dicha categoría. Las clasificaciones del equipo son las siguientes:
| Año  | Clasificación por equipos | Mejor corredor en la clasificación individual | Posición |
| 2005 | 16.º                      | Gilberto Simoni                               | 12.º     |
| 2006 | 5.º                       | Alessandro Ballan                             | 6.º      |
| 2007 | 10.º                      | Damiano Cunego                                | 8.º      |
| 2008 | 17.º                      | Damiano Cunego                                | 2.º      |

Tras discrepancias entre la UCI y las Grandes Vueltas, en 2009 se tuvo que refundar el UCI ProTour en una nueva estructura llamada UCI World Ranking, formada por carreras del UCI World Calendar; y a partir del año 2011 uniéndose en la denominación común del UCI WorldTour. El equipo siguió siendo de categoría UCI ProTour.
| Año  | Clasificación por equipos | Mejor corredor en la clasificación individual | Posición |
| 2009 | 13.º                      | Damiano Cunego                                | 12.º     |
| 2010 | 14.º                      | Alessandro Petacchi                           | 24.º     |
| 2011 | 7.º                       | Michele Scarponi                              | 5.º      |
| 2012 | 14.º                      | Damiano Cunego                                | 21.º     |
| 2013 | 14.º                      | Michele Scarponi                              | 16.º     |
| 2014 | 14.º                      | Rui Costa                                     | 4.º      |
| 2015 | 12.º                      | Rui Costa                                     | 9.º      |
| 2016 | 15.º                      | Rui Costa                                     | 19.º     |
| 2017 | 12.º                      | Diego Ulissi                                  | 16.º     |
| 2018 | 12.º                      | Alexander Kristoff                            | 27.º     |
| 2019 | 4.º                       | Alexander Kristoff                            | 8.º      |
| 2020 | 3.º                       | Tadej Pogačar                                 | 2.º      |
| 2021 | 4.º                       | Tadej Pogačar                                 | 1.º      |
| 2022 | 2.º                       | Tadej Pogačar                                 | 1.º      |
| 2023 | 1.º                       | Tadej Pogačar                                 | 1.º      |
| 2024 | 1.º                       | Tadej Pogačar                                 | 1.º      |

## Palmarés
Para años anteriores, véase Palmarés del UAE Team Emirates XRG

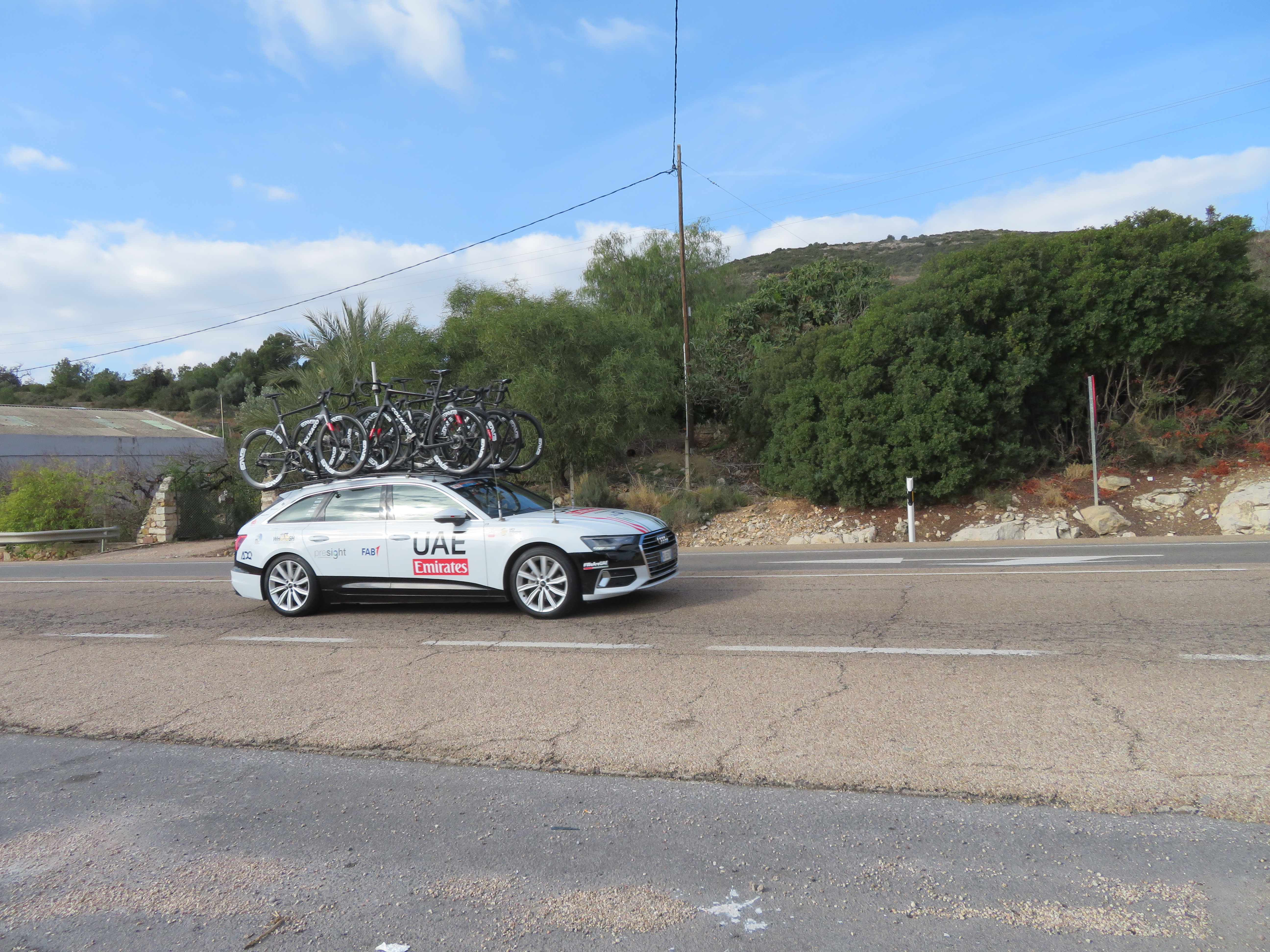
Ciclismo de competición en ruta, coche de apoyo a los ciclistas del equipo UAE Emirates.

### Palmarés 2025

#### UCI WorldTour
| Fechas        | Carreras                             | Ganador               |
| 25 de enero   | 5.ª etapa del Tour Down Under        | Jhonatan Narváez      |
| 26 de enero   | Tour Down Under                      | Jhonatan Narváez      |
| 19 de febrero | 3.ª etapa del UAE Tour               | Tadej Pogačar         |
| 23 de febrero | 7.ª etapa del UAE Tour               | Tadej Pogačar         |
| 23 de febrero | UAE Tour                             | Tadej Pogačar         |
| 8 de marzo    | Strade Bianche                       | Tadej Pogačar         |
| 12 de marzo   | 4.ª etapa de la París-Niza           | João Almeida          |
| 15 de marzo   | 6.ª etapa de la Tirreno-Adriático    | Juan Ayuso            |
| 16 de marzo   | Tirreno-Adriático                    | Juan Ayuso            |
| 26 de marzo   | Clásica Brujas-La Panne              | Juan Sebastián Molano |
| 26 de marzo   | 3.ª etapa de la Volta a Cataluña     | Juan Ayuso            |
| 6 de abril    | Tour de Flandes                      | Tadej Pogačar         |
| 10 de abril   | 4.ª etapa de la Vuelta al País Vasco | João Almeida          |
| 12 de abril   | 6.ª etapa de la Vuelta al País Vasco | João Almeida          |
| 12 de abril   | Vuelta al País Vasco                 | João Almeida          |
| 23 de abril   | Flecha Valona                        | Tadej Pogačar         |
| 27 de abril   | Lieja-Bastoña-Lieja                  | Tadej Pogačar         |
| 2 de mayo     | 3.ª etapa de la Tour de Romandía     | Jay Vine              |
| 4 de mayo     | Tour de Romandía                     | João Almeida          |
| 16 de mayo    | 7.ª etapa del Giro de Italia         | Juan Ayuso            |
| 28 de mayo    | 17.ª etapa del Giro de Italia        | Isaac del Toro        |
| 8 de junio    | 1.ª etapa del Critérium del Dauphiné | Tadej Pogačar         |
| 13 de junio   | 6.ª etapa del Critérium del Dauphiné | Tadej Pogačar         |
| 14 de junio   | 7.ª etapa del Critérium del Dauphiné | Tadej Pogačar         |
| 15 de junio   | Critérium del Dauphiné               | Tadej Pogačar         |
| 18 de junio   | 4.ª etapa de la Vuelta a Suiza       | João Almeida          |
| 21 de junio   | 7.ª etapa de la Vuelta a Suiza       | João Almeida          |
| 22 de junio   | 8.ª etapa de la Vuelta a Suiza (CRI) | João Almeida          |
| 22 de junio   | Vuelta a Suiza                       | João Almeida          |
| 8 de julio    | 4.ª etapa del Tour de Francia        | Tadej Pogačar         |
| 11 de julio   | 7.ª etapa del Tour de Francia        | Tadej Pogačar         |
| 17 de julio   | 12.ª etapa del Tour de Francia       | Tadej Pogačar         |
| 18 de julio   | 13.ª etapa del Tour de Francia (CRI) | Tadej Pogačar         |
| 20 de julio   | 15.ª etapa del Tour de Francia       | Tim Wellens           |
| 27 de julio   | Tour de Francia                      | Tadej Pogačar         |
| 10 de agosto  | 7.ª etapa del Tour de Polonia (CRI)  | Brandon McNulty       |
| 10 de agosto  | Tour de Polonia                      | Brandon McNulty       |

#### UCI ProSeries
| Fechas        | Carreras                          | Ganador               |
| 12 de febrero | Tour de Omán                      | Adam Yates            |
| 16 de febrero | Figueira Champions Classic        | António Morgado       |
| 20 de febrero | 2.ª etapa de la Vuelta al Algarve | Jan Christen          |
| 23 de febrero | Vuelta a Andalucía                | Pavel Sivakov         |
| 2 de marzo    | La Drôme Classic                  | Juan Ayuso            |
| 5 de marzo    | Trofeo Laigueglia                 | Juan Ayuso            |
| 19 de marzo   | Milán-Turín                       | Isaac del Toro        |
| 18 de mayo    | 5.ª etapa del Tour de Hungría     | Juan Sebastián Molano |
| 8 de junio    | 5.ª etapa del Tour de Eslovenia   | Ivo Oliveira          |
| 22 de junio   | Vuelta a Bélgica                  | Filippo Baroncini     |
| 9 de agosto   | Vuelta a Burgos                   | Isaac del Toro        |

#### Circuitos Continentales UCI
| Fechas      | Circuito             | Carreras                                  | Ganador             |
| 25 de enero | UCI Europe Tour 2025 | Gran Premio Castellón                     | António Morgado     |
| 29 de enero | UCI Europe Tour 2025 | Trofeo Calviá                             | Jan Christen        |
| 27 de marzo | UCI Europe Tour 2025 | 3.ª etapa de la Settimana Coppi e Bartali | Jay Vine            |
| 29 de marzo | UCI Europe Tour 2025 | 5.ª etapa de la Settimana Coppi e Bartali | Jay Vine            |
| 15 de abril | UCI Europe Tour 2025 | 1.ª etapa del Giro de los Abruzzos        | Alessandro Covi     |
| 16 de abril | UCI Europe Tour 2025 | 2.ª etapa del Giro de los Abruzzos        | Ivo Oliveira        |
| 18 de abril | UCI Europe Tour 2025 | 4.ª etapa del Giro de los Abruzzos        | Ivo Oliveira        |
| 26 de abril | UCI Europe Tour 2025 | 3.ª etapa de la Vuelta a Asturias         | Alessandro Covi     |
| 27 de abril | UCI Europe Tour 2025 | 4.ª etapa de la Vuelta a Asturias         | Marc Soler          |
| 27 de abril | UCI Europe Tour 2025 | Vuelta a Asturias                         | Marc Soler          |
| 9 de julio  | UCI Europe Tour 2025 | 1.ª etapa de la Vuelta a Austria          | Felix Großschartner |
| 10 de julio | UCI Europe Tour 2025 | 2.ª etapa de la Vuelta a Austria          | Isaac del Toro      |
| 11 de julio | UCI Europe Tour 2025 | 3.ª etapa de la Vuelta a Austria          | Isaac del Toro      |
| 12 de julio | UCI Europe Tour 2025 | 4.ª etapa de la Vuelta a Austria          | Isaac del Toro      |
| 13 de julio | UCI Europe Tour 2025 | Vuelta a Austria                          | Isaac del Toro      |
| 21 de julio | UCI Europe Tour 2025 | Clásica Tierras del Ebro                  | Isaac del Toro      |
| 25 de julio | UCI Europe Tour 2025 | Clásica de Ordizia                        | Igor Arrieta        |
| 3 de agosto | UCI Europe Tour 2025 | Circuito de Guecho                        | Isaac del Toro      |

#### Campeonatos nacionales
| Fechas       | Carreras                                  | Ganador             |
| 2 de febrero | Campeonato de Ecuador en Ruta             | Jhonatan Narváez    |
| 27 de junio  | Campeonato de Austria Contrarreloj (CRI)  | Felix Großschartner |
| 27 de junio  | Campeonato de Portugal Contrarreloj (CRI) | António Morgado     |
| 29 de junio  | Campeonato de Polonia en Ruta             | Rafał Majka         |
| 29 de junio  | Campeonato de Bélgica en Ruta             | Tim Wellens         |
| 29 de junio  | Campeonato de Portugal en Ruta            | Ivo Oliveira        |

## Plantilla
Para años anteriores, véase Plantillas del UAE Team Emirates XRG

### Plantilla 2025
| Corredor              | Nacimiento | Nacionalidad   | Equipo 2024             |
| João Almeida          | 05/08/1998 | Portugal       | UAE Team Emirates       |
| Igor Arrieta          | 08/12/2002 | España         | UAE Team Emirates       |
| Juan Ayuso            | 16/09/2002 | España         | UAE Team Emirates       |
| Filippo Baroncini     | 26/08/2000 | Italia         | UAE Team Emirates       |
| Mikkel Bjerg          | 03/11/1998 | Dinamarca      | UAE Team Emirates       |
| Jan Christen          | 26/06/2004 | Suiza          | UAE Team Emirates       |
| Alessandro Covi       | 29/09/1998 | Italia         | UAE Team Emirates       |
| Isaac Del Toro        | 27/11/2003 | México         | UAE Team Emirates       |
| Felix Großschartner   | 23/12/1993 | Austria        | UAE Team Emirates       |
| Rune Herregodts       | 27/07/1998 | Bélgica        | Intermarché-Wanty       |
| Julius Johansen       | 13/09/1999 | Dinamarca      | Sabgal Anicolor         |
| Vegard Stake Laengen  | 07/02/1989 | Noruega        | UAE Team Emirates       |
| Rafał Majka           | 12/09/1989 | Polonia        | UAE Team Emirates       |
| Brandon McNulty       | 02/04/1998 | Estados Unidos | UAE Team Emirates       |
| Juan Sebastián Molano | 04/11/1994 | Colombia       | UAE Team Emirates       |
| António Morgado       | 28/01/2004 | Portugal       | UAE Team Emirates       |
| Jhonatan Narváez      | 04/03/1997 | Ecuador        | INEOS Grenadiers        |
| Domen Novak           | 12/07/1995 | Eslovenia      | UAE Team Emirates       |
| Ivo Oliveira          | 05/09/1996 | Portugal       | UAE Team Emirates       |
| Rui Oliveira          | 05/09/1996 | Portugal       | UAE Team Emirates       |
| Tadej Pogačar         | 21/09/1998 | Eslovenia      | UAE Team Emirates       |
| Nils Politt           | 06/03/1994 | Alemania       | UAE Team Emirates       |
| Pavel Sivakov         | 11/07/1997 | Francia        | UAE Team Emirates       |
| Marc Soler            | 22/11/1993 | España         | UAE Team Emirates       |
| Pablo Torres          | 10/11/2005 | España         | UAE Team Emirates Gen Z |
| Florian Vermeersch    | 12/03/1999 | Bélgica        | Lotto Dstny             |
| Jay Vine              | 16/11/1995 | Australia      | UAE Team Emirates       |
| Tim Wellens           | 10/05/1991 | Bélgica        | UAE Team Emirates       |
| Adam Yates            | 07/08/1992 | Reino Unido    | UAE Team Emirates       |